# The Kinsman
The Kinsman er en britisk stumfilm fra 1919 af Henry Edwards.

## Medvirkende
- Henry Edwards
- James Carew
- Chrissie White som Pamela Blois
- Christine Rayner som Julie
- Gwynne Herbert som Mrs. Blois